# David Harewood
David Harewood (Birmingham, 8 dicembre 1965) è un attore britannico.

## Biografia
Harewood è nato e cresciuto nella zona di Small Heath di Birmingham, in Inghilterra, dove ha frequentato la scuola elementare St. Benedict's Junior School e successivamente la Washwood Heath Comprehensive School. I suoi genitori, Romeo (camionista) e Malene Harewood (ristoratrice), sono originari delle Barbados. Suo fratello Marlon Harewood è un calciatore professionista. Anch'egli ha avuto un passato da calciatore, nel 1981 ha vinto il campionato under 16 con la squadra della Washwood Heath School, dove militavano anche Ian Taylor e Julian Dicks.
All'età di diciotto anni entra alla Royal Academy of Dramatic Art, inizia la sua carriera nel 1991 partecipando al varie produzioni televisive. Ottiene il suo primo ruolo cinematografico nel 1993 nel film The Hawk con Helen Mirren. Nel corso degli anni si fa conoscere grazie alle partecipazioni a molte serie televisive britanniche, come Agony Again, Metropolitan Police, Always and Everyone, Ballykissangel, The Vice e molte altre. 
Attivo anche in teatro, è stato il primo attore nero ad interpretare Otello nella produzione del 1997 del Royal National Theatre. Ha preso parte ad altre produzioni teatrali tratte dalle opere di Shakespeare, tra cui Romeo e Giulietta, Antonio e Cleopatra e Enrico IV.
Nel 2004 ottiene un ruolo ne Il mercante di Venezia di Michael Radford, mentre nel 2006 recita in Blood Diamond - Diamanti di sangue di Edward Zwick. Nel 2009 interpreta il ruolo di fra' Tuck nella terza stagione della serie televisiva Robin Hood, poi recita in due episodi di Doctor Who e Strike Back. Nel 2010 interpreta il ruolo di Nelson Mandela nel film TV Mrs Mandela.
Tra il 2011 e il 2012 ha interpretato il ruolo di David Estes, direttore del centro antiterrorismo della Cia, nella serie televisiva Homeland - Caccia alla spia. Nel 2011 ha prestato la voce al capitano Quinton Cole nel videogioco Battlefield 3.
Nel 2012 è stato nominato Membro dell'Ordine dell'Impero Britannico (MBE).

### Vita privata
Harewood ha sposato la compagna Kirsty Handy a Saint James, Barbados, nel febbraio 2013. La coppia ha due figlie; Raven e Maize. La famiglia Harewood vive a Streatham, Londra.
Harewood è attivo anche nel sociale, nel 2013 ha partecipato ad una campagna interattiva per la British Lung Foundation al fine di vietare il fumo in automobile con bambini a bordo. Nel 2007 ha donato il suo midollo osseo, salvando la vita un paziente gravemente malato.

## Filmografia parziale

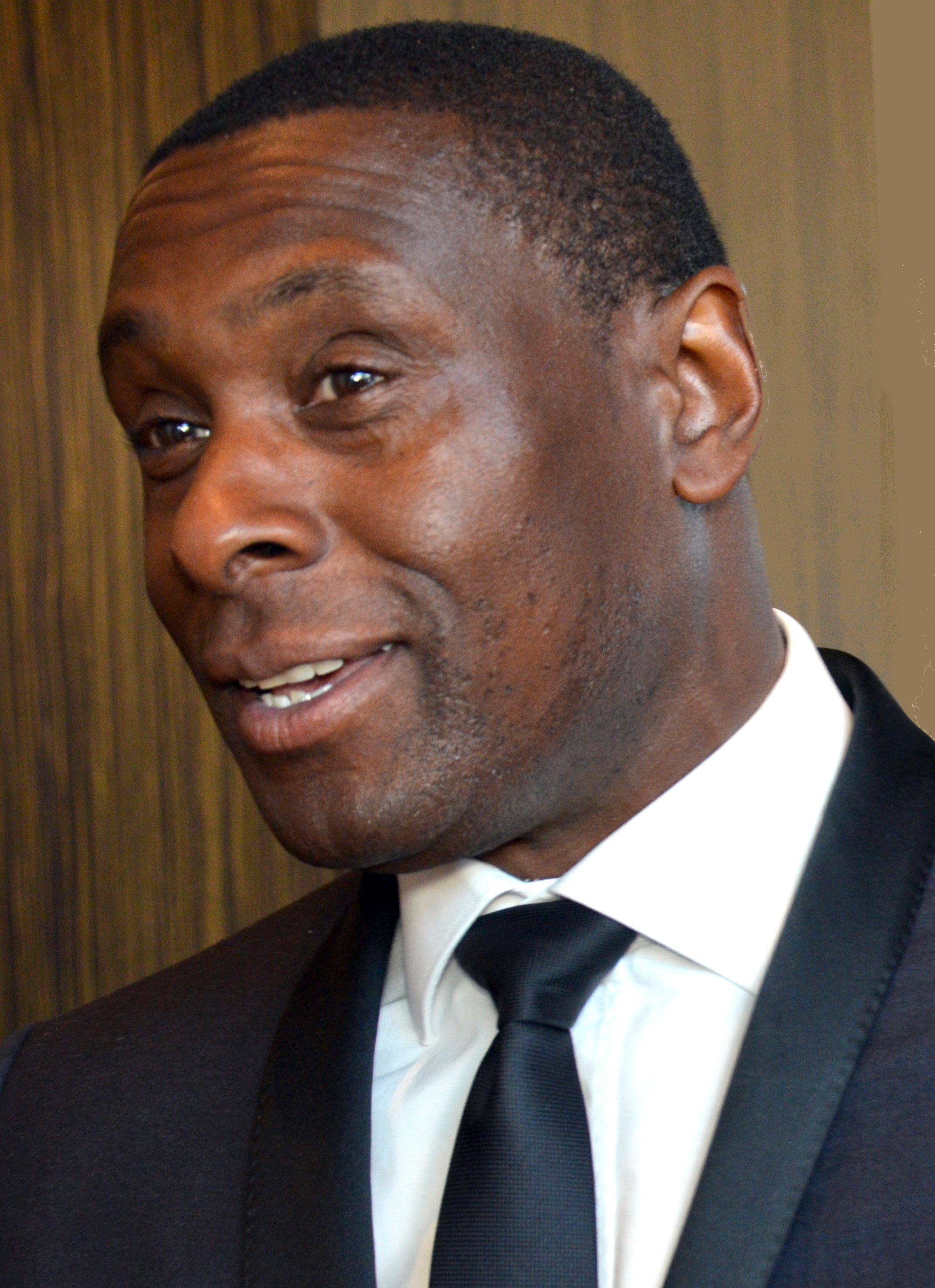
David Harewood (2015)

### Attore

#### Cinema
- The Hawk, regia di David Hayman (1993)
- Il mercante di Venezia (The Merchant of Venice), regia di Michael Radford (2004)
- Un giorno per sbaglio (Separate Lies), regia di Julian Fellowes (2005)
- Blood Diamond - Diamanti di sangue (Blood Diamond), regia di Edward Zwick (2006)
- Victim, regia di Alex Pillai (2011)
- The Man Inside, regia di Dan Turner (2012)
- Third Person, regia di Paul Haggis (2013)
- Spooks - Il bene supremo (Spooks: The Greater Good), regia di Bharat Nalluri (2015)
- Grimsby - Attenti a quell'altro (The Brothers Grimsby), regia di Louis Leterrier (2016)
- La ragazza dei tulipani (Tulip Fever), regia di Justin Chadwick (2017)
- Wendell & Wild, regia di Henry Selick (2022) – voce

#### Televisione
- Agony Again – serie TV, 7 episodi (1995)
- Metropolitan Police (The Bill) – serie TV, 4 episodi (1990-1997)
- Always and Everyone – serie TV, 10 episodi (1999-2001)
- The Vice – serie TV, 19 episodi (1999-2003)
- The Palace – serie TV, 8 episodi (2008)
- The Last Enemy – miniserie TV, 5 puntate (2008)
- Robin Hood – serie TV, 12 episodi (2009)
- Doctor Who – serie TV, 2 episodi (2009-2010)
- Strike Back – serie TV, 2 episodi (2010)
- Body Farm - Corpi da reato (The Body Farm) – serie TV, 1 episodio (2010)
- Homeland - Caccia alla spia – serie TV, 24 episodi (2011-2012)
- L'isola del tesoro (Treasure Island), regia di Steve Barron – miniserie TV (2012)
- Supergirl – serie TV, 126 episodi (2015-2021)
- The Night Manager – serie TV, 6 episodi (2016)
- The Flash – serie TV, episodi 3x17-6x09 (2017-2019)
- L'uomo nell'alto castello (The Man in the High Castle) – serie TV, episodi 4x02-4x05 (2019)
- Arrow – serie TV, episodio 8x08 (2020)
- The Acolyte - La seguace (The Acolyte) – serie TV, episodio 1x08 (2024)
- Sherwood – serie TV, 6 episodi (2024)
- The Agency – serie TV (2024-2025)

### Doppiatore
- Battlefield 3 – videogioco (2011)
- Killzone: Shadow Fall – videogioco (2013)
- Call of Duty: Infinite Warfare – videogioco (2016)
- Alan Wake II – videogioco (2023)

## Doppiatori italiani
Nelle versioni in italiano delle opere in cui ha recitato, David Harewood è stato doppiato da:
- Paolo Marchese in Strike Back, Supergirl, The Flash, Arrow, Legends of Tomorrow, The Night Manager
- Roberto Draghetti in Doctor Who, Blood Diamond - Diamanti di sangue, Homeland - Caccia alla spia, L'isola del tesoro, La ragazza dei tulipani
- Stefano Mondini in Robin Hood
- Pino Insegno ne Il mercante di Venezia
- Massimo Bitossi in L'uomo nell'alto castello
- Alberto Angrisano in The Acolyte - La seguace

Da doppiatore è sostituito da:
- Dario Oppido in Il fantasma di Canterville